# Erzsébet lotaringiai hercegnő
Erzsébet Renáta (franciául: Élisabeth Renée, németül: Elisabeth Renata; Nancy, Lotaringia, 1574. október 9. – Braunau am Inn, Bajorország, 1635. január 4.) lotaringiai hercegnő, I. Miksa bajor uralkodóval kötött házassága révén előbb Bajorország hercegnéje 1597-től 1623-ig, majd Bajorország választófejedelemnéja 1635-ben bekövetkezett haláláig. Nem születtek gyermekei.

## Életrajza

### Származása

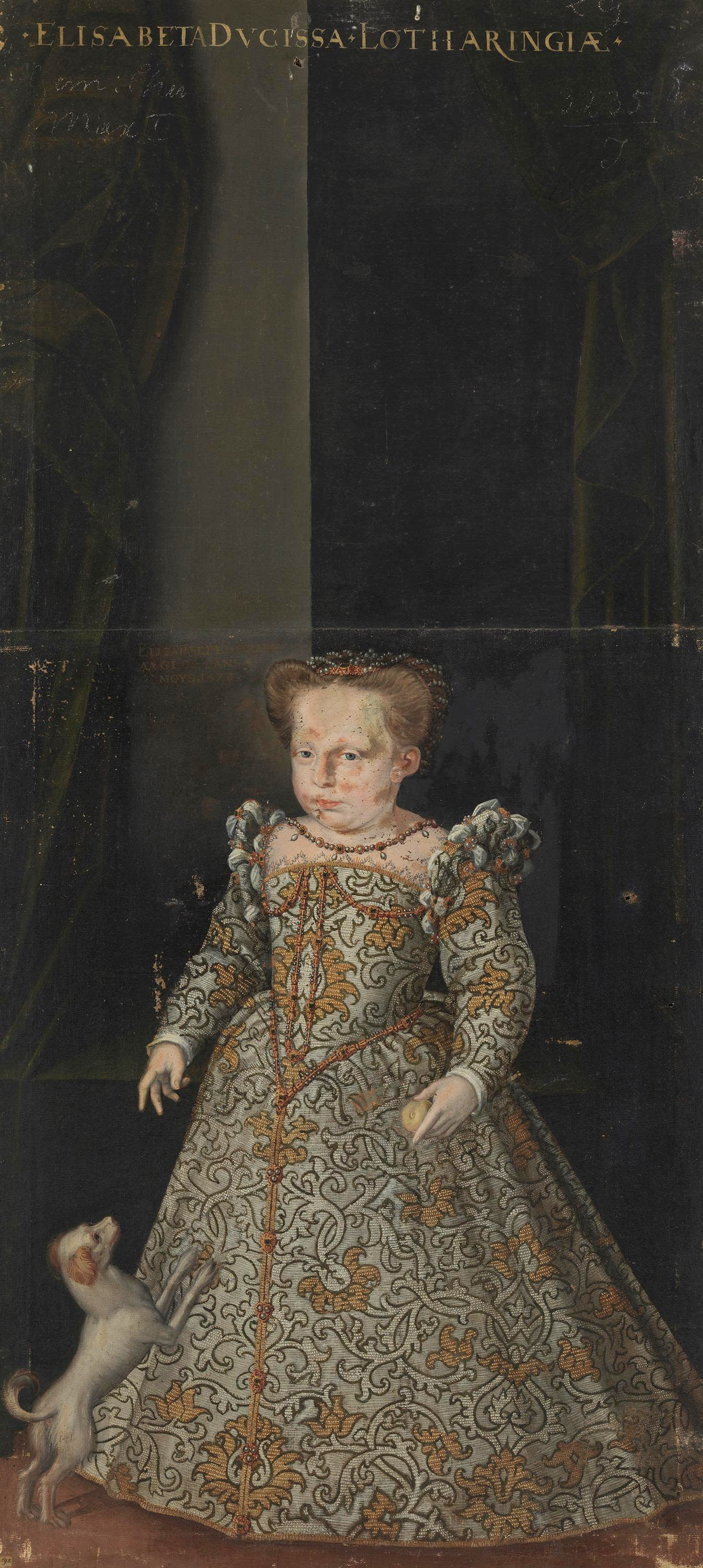
Az ifjú hercegnő 1578-ban (Alte Pinakothek)

A hercegnő 1574. október 9-én született az akkor a Lotaringiai Hercegségben található Nancy városában (ma Franciaország), a ˞˞Lotaringiai-ház tagjaként. Édesapja az uralkodó herceg, III. Károly, míg édesanyja a Valois-házból származó Franciaországi Klaudia, II. Henrik francia király és Medici Katalin királyné leánya volt.
A hercegnő volt szülei kilenc gyermeke közül a második legfiatalabb, egyben az ötödik leány. Felnőttkort megélt testvérei között van két későbbi lotaringiai uralkodó hercegː II. Henrik és II. Ferenc. További testvérei voltakː Krisztina toszkánai nagyhercegné, Károly, Metz és Strasbourg püspöke, valamint Krisztina jülich–kleve–bergi hercegné és Katalin, Remiremont rendfőnökasszonya is.

### Későbbi élete

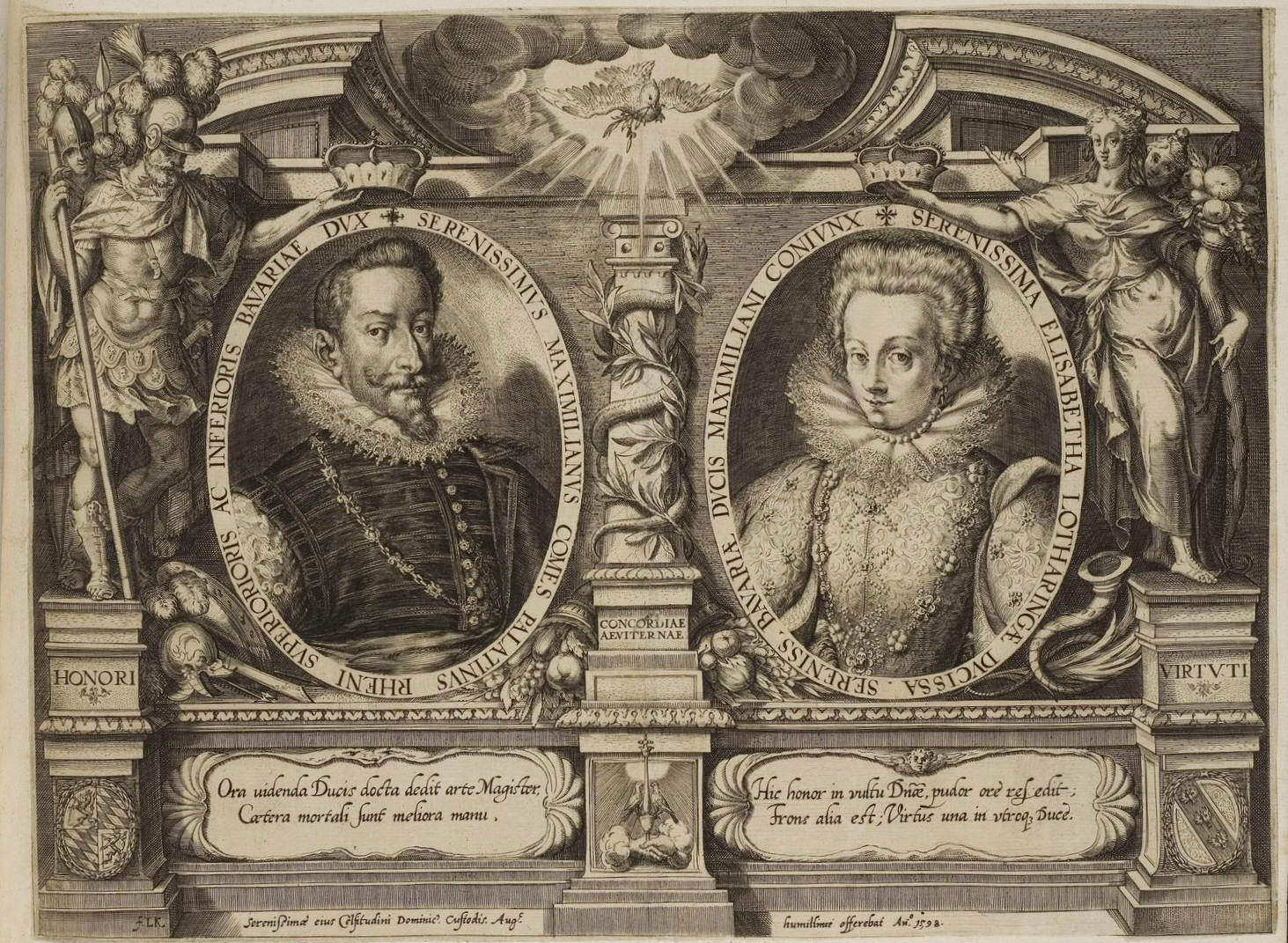
Miksa és Erzsébet (1598)

1595. február 9-én, szülővárosban, Nancyben feleségül ment első-unokatestvéréhez, a bajor trónörököshöz, Miksához, V. Vilmos herceg és Lotaringiai Renáta (apai nagynénjének) fiához. A házasságra azért került sor, hogy megerősítsék a két katolikus dinasztia, a Lotaringiai- és a bajor Wittelsbach-ház kapcsolatát, hogy ezáltal is közelebb kerüljön Bajorország a Francia Királysághoz. Apja házassági tervei a Toszkánai Nagyhercegségre is kiterjedtekː Erzsébet nővére, Krisztina hercegnő I. Ferdinando de’ Medici nagyherceg felesége lett még 1589-ben.
Apósa, Vilmos herceg 1597-ben bekövetkezett halálát követően férje került hatalomra, Erzsébet ezzel Bajorország hercegnéje lett. Kapcsolatukból nem születtek gyermekek a hercegné meddősége miatt. Ennek ellenére hitvesével harmonikus kapcsolat alakult ki közöttük, házasságuk boldognak bizonyult. Házasságuk politikai szempontból azonban kudarcnak bizonyult a gyermektelenség okán, mivel így nem volt biztosítva a bajor utódlás.
Erzsébetet mélyen hívő katolikusként írják le, aki sok időt fordított vallási kötelezettségeinek. Friss házasként élénknek és örömtelinek látták, ám a kor előrehaladtával melankolikusabb és depresszívebb lett. A bajor politikában nem rendelkezett befolyással, ám sokat jótékonykodott.
Hosszas betegeskedés után 1635. január 4-én hunyt el, hatvanéves korában. Mivel házasságából nem születtek utódok, így hitvese pár hónappal halálát követően újból megházasodottː a Habsburg-házból való Ausztriai Mária Anna főhercegnőt, II. Ferdinánd német-római császár leányát vette feleségül, akitől egy évvel később megszületett első fia és örököse, a későbbi Ferdinánd Mária választófejedelem.

## Forrás
1. 1 2  Német Nemzeti Könyvtár: Integrált katalógustár (Németország) (német nyelven). Integrált katalógustár (Németország) . (Hozzáférés: 2014. április 9.)
2. ↑  p4225.htm#i42249
3. 1 2  http://genealogy.euweb.cz/lorraine/lorraine4.html. (Hozzáférés: 2016. január 20.)
4. ↑  Dieter Albrecht: Maximilian I. von Bayern 1573–1651. Oldenbourg, München 1998, ISBN 3-486-56334-3.
5. 1 2  Maximilian I. von Bayern. ingolstadt.de . (Hozzáférés: 2018. augusztus 26.)

| Lotaringiai Erzsébet Lotaringiai-ház Született: 1574. október 9. Elhunyt: 1635. január 4. |                                                                       |                                |
|                                                                                           |                                                                       |                                |
| Előző nem volt                                                                            | Bajorország választófejedelemnéja 1623. február 23. – 1635. január 4. | Következő Ausztriai Mária Anna |
| Előző Lotaringiai Renáta                                                                  | Bajorország hercegnéje 1597. október 15. – 1623. február 23.          | Következő Ausztriai Mária Anna |